# Kaivalja
A kaivalja (szanszkrit: कैवल्य, nyugati átírás: kaivalya) a megszabadultság állapota.

## Hinduizmus
A hinduizmusban tökéletes elszakadás az anyagtól és a lélekvándorlástól. A rádzsa-jógában a léleknek az az állapota, amelyben felismeri, hogy nem függ olyan segédeszközöktől, mint az istenek vagy az anyagi táplálék. Ezért a kaivalja a minden további újjászületéstől való megszabadulást jelenti (móksa). 
Patandzsali Jóga-szútráinak meghatározása alapján a "kaivalja elérése akkor következik be, amikor egyenlő tisztaság van a purusa és szattva között".
A kaivalja elérésével a purusa nem azonosul többé a buddhival (az intellektus). Önmaga fényében ragyog, szabadon minden kapcsolódástól. A kaivalja a teljes elszigetelődés és tökéletesség.

## Dzsainizmus
A dzsainizmusban a kaivalja a karmától megszabadult dzsívára (lélek) vonatkozik, amely visszanyeri eredeti, az adzsívától elkülönült állapotát. 